# Телешеука-Ноуа
Телешеука-Ноуа (рум. Teleşeuca Nouă, укр. Нова Телешівка) — село в Молдові в Дондушенському районі. Входить до складу комуни, центром якої є село Телешеука (Телешівка).
| Молдова | Це незавершена стаття з географії Молдови. Ви можете допомогти проєкту, виправивши або дописавши її. |

1. ↑  Nicu V. Localitățile Moldovei în documente și cărți vechi: Îndreptar bibliografic. Volumul 2: M-Z — Chișinău: Universitas, 1991. — С. 327. — 434 с. — ISBN 5-362-00842-0